# Neoromicia bemainty
Neoromicia bemainty — вид рукокрилих ссавців із родини лиликових (Vespertilionidae). Члени цього виду були раніше включені в H. anchietae. Hypsugo bemainty має унікальну послідовність цитохром b, відмінну від його африканського сестринського виду, Neoromicia anchieta, на 12.8 %.

## Етимологія
Видовий епітет походить від поєднання двох малагасійських слів be- — «значно» і -mainty — «темний», натякаючи на колір хутра.

## Опис
Кажан невеликого розміру, із загальною довжиною між 77 і 83 мм, довжина передпліччя між 29 і 32 мм, довжина хвоста від 33 до 36 мм, довжина ступні між 4 і 5 мм, довжина вух між 10 і 13 мм і масою до 4.4 грама.
Хутро матове, спинна частина темно-коричневого кольору з чіткими сіруватими смугами, а черевна частина бура з основою волосся темнішою. Вуха покриті при основі довгим волоссям, козелки звужуються і з заокругленим кінцем. Крилові мембрани темно-коричневі. Довгий хвіст повністю включений у велику хвостову мембрану.
Випромінює ультразвук у вигляді коротких імпульсів початковою частотною від 69 до 120,6 кГц, кінцевою від 38 до 46,8 кГц і в максимальній потужності від 49,3 до 51,2 кГц.

## Середовище проживання
Ендемік Мадагаскару. Цей вид відомий тільки в лісі Кірінді провінції Туліара, західно-центрального Мадагаскару. Живе в прибережних лісах.

## Звички
Харчується комахами.